# 越布
越布，也称“白越”，是一种较细的麻布。
越布是古代越地所産之布，質地優良。越地即春秋战国时越国的故地，现在浙江省一带。汉朝会稽郡（包括今浙江省、福建省大部，西汉治所在吴县，今江苏省苏州市；东汉治所在山阴县，今浙江省绍兴市）的越人用苧麻所织成的细布，当时已经成为重要的贡品。《後漢書·陸續傳》记载汉光武帝曾经会稽郡敕命献上越布。